# Франческо дел Коса
Франческо дел Коса (на италиански: Francesco del Cossa; * ок. 1435 във Ферара; † 1477 в Болоня) е италиански ренесансов художник от Ферарската школа през 15 век.
При него във Ферара учат художниците Лоренцо Коста (ок. 1430 − 1495) и Ерколе де Роберти (ок. 1450 – 1496). Заедно с Роберти и Козимо Тура (1430 – 1495) участва в изрисуването на Salone dei mesi в Палацо Скифаноа във Ферара при херцозите Борсо д’Есте и Ерколе I д’Есте.
В началото на 1470-те години той работи в Болоня, където рисува табло за олтара на капелата „Грифони“ в базиликата „Сан Петронио“ (1473), която днес се намира в Националната галерия в Лондон.